# 재고

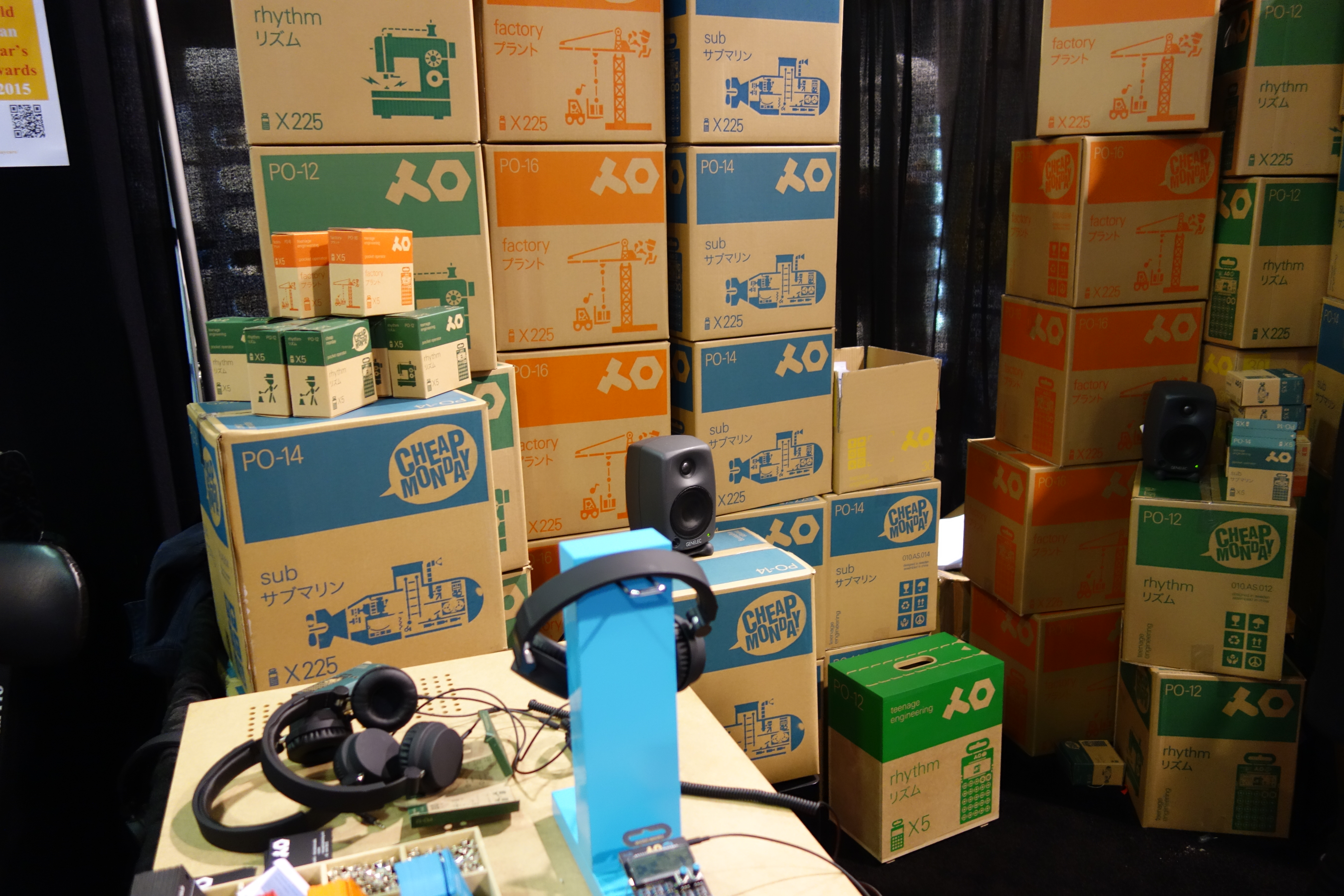
전자제품의 재고

재고(在庫)는 기업, 상점 등이 가공 및 판매하기 위해서 보유하는 원재료, 재공품, 제품 또는 상품 등의 재화를 말한다. 경제학에서는 현재 재고로 보유하는 상품은 미래의 가격 상승을 기대하고 판매를 미루는 것이라 보아 재고를 보관비용의 손해를 감수한 투자로 본다. 부품공급에 차질이 있을 것을 대비해 부품과 같은 생산요소를 재고로 할 때 재고는 생산요소 역할을 한다고 본다.

## 같이 보기
- 재고관리